# Quarto viaggio di Cristoforo Colombo
Segue il dettaglio del quarto viaggio di Cristoforo Colombo
L'incontro con i reali avvenne nel dicembre del 1500 a Granada. In quell'occasione ci furono altre esplorazioni, la scoperta del Rio delle Amazzoni da parte di Peralonso Niño e i viaggi di Alonso de Hojeda, ma nessuno si era spinto oltre quella che poi divenne Cuba. Il 3 settembre del 1501 i reali esternarono il loro pensiero: fu tolta la carica di viceré a Colombo, governatore e giudice supremo delle isole e della terraferma delle Indie fu proclamato Nicolás de Ovando, mentre a Colombo fu concesso di riprendere i beni persi nell'ultimo viaggio, per recuperare i quali inviò un uomo di sua fiducia, Alfonso de Carvajal.
L'ammiraglio organizzò un altro viaggio e su insistenti richieste il 14 marzo 1502 i reali accettarono la proposta, ma in cambio non avrebbe portato altri schiavi e non avrebbe dovuto fare scalo a Hispaniola, almeno all'andata. Intanto Ovando partì con 32 navi e 2.500 uomini diretti verso Hispaniola.
Colombo intraprese un quarto viaggio, accompagnato dal fratello Bartolomeo e dal figlio tredicenne Fernando.Delle quattro navi concesse, di tre conosciamo il nome: Santiago, Gallega, pilotata da Pedro de Terreros, e Vizcaina, comandata da Bartolomeo Fieschi, salparono da Cadice il 9 maggio 1502.
Il pilota era Juan Sanchez, posto sotto gli ordini di Diego Tristán. Colombo era invecchiato tanto da non poter prenderne il comando. Evitarono Gomera e si rifornirono nell'isola di Gran Canaria il 20 maggio 1502. Ripresa la traversata, impiegarono 20 giorni per giungere a Martinica. Dopo una sosta di qualche giorno si diresse verso Hispaniola, città che gli era stato vietato raggiungere.
Colombo aveva previsto il sopraggiungere di un uragano, e chiese rifugio per le imbarcazioni a Ovando che rifiutò. L'ammiraglio trovò un altro luogo dove ripararsi. Altre venti navi dirette in Spagna su cui erano imbarcati de Torres, Francisco de Bobadilla e Francisco Roldan, e circa 500 coloni, affondarono. Le navi di Colombo si salvarono, anche se la notte del 30 agosto 1502 le ancore stavano per essere divelte dal forte vento Colombo ripartì verso l'America centrale continentale con l'intenzione di trovare un passaggio per le Indie.
Tra il luglio e l'ottobre di quell'anno Colombo costeggiò l'Honduras, il Nicaragua e la Costa Rica. Fra piogge continue di giorno, in 28 giorni viaggiarono per 170 miglia. Il 5 ottobre 1502, giunse in quello che gli indigeni chiamavano Ciguara, dove sarebbe stato scavato il canale di Panama, e saputo che a poche miglia vi era un altro mare abbandonò l'idea di raggiungerlo. Il 16 ottobre 1502 giunse a Panama, dove si fermò per l'inverno.
Aveva saputo di una regione ricca di oro, Veragua, ma lo sfruttamento era impossibile a causa del clima e della morfologia del terreno. Qui pensò di fondare una colonia, presso il Río Belén, dove iniziò ad erigere una fortezza, che però fu abbandonata a causa dell'abbassamento improvviso del fiume. Gli indigeni locali ostili, armati con mazze in durissimo legno di palma, e in uno scontro uccisero Diego Tristan e alcuni marinai che erano andati con lui in perlustrazione e ne ferirono molti, fra cui lo stesso Bartolomeo. Colombo malato da tempo decise di abbandonare tutto, Gallega compresa, grazie all'aiuto di Diego Mendez, promosso poi al posto del defunto Tristan. Le perdite furono limitate.
Il 16 aprile 1503 Colombo lasciò quei luoghi, ripartendo per Hispaniola, scoprì le Isole Cayman e le battezzò Las Tortugas, grazie alle numerose tartarughe marine presenti. Durante la navigazione gli scafi risultavano infestati da parassiti, le teredini, comuni nelle acque caraibiche che indebolirono la struttura delle tre navi rimaste. La prima a cedere fu la Vizcaina, poi abbandonata in un'insenatura. Vi fu una violenta tempesta che danneggiò entrambe le navi rimaste. Il 24 giugno 1503 giunsero a Puerto Bueno, il 25 giugno 1503, nella baia di Santa Gloria. Gli equipaggi furono costretti a sbarcare sulla costa settentrionale della Giamaica. Le navi infatti avevano imbarcato troppa acqua e la spedizione era giunta in Giamaica svuotandole con le pompe ed i secchi di bordo. Poco dopo l'arrivo trascinarono le navi in riva e le puntellarono per creare un riparo e una difesa contro gli indigeni. Si trovavano vicini ad un villaggio, Maima.
Colombo vietò a chiunque di scendere dalle navi e inviò Diego Mendez con tre uomini, ottenendo dagli indigeni permessi per la caccia e la pesca. Nel pensare al modo per far ritorno, l'ammiraglio ebbe l'idea di creare una canoa permettendo a un uomo di giungere a Hispaniola. L'incarico fu affidato a Mendez.
Alla fine le canoe furono due, e l'esempio di Mendez fu seguito da Bartolomeo Fieschi. Con loro salirono diversi indigeni, di cui uno morì per la sete e fu gettato in mare. Dopo tre giorni di navigazione giunsero a Navassa, a settembre del 1503 furono a Santo Domingo. Durante le lunghe trattative, Francisco Porras e Diego Porras, seguiti da 48 uomini si ribellarono a Colombo, tentando l'attraversata in canoa, ma non ebbero fortuna per cui si arresero.
Gli indigeni stavano per ribellarsi, ma Colombo riuscì poco dopo a prevedere un'eclissi lunare del 29 febbraio e mandò quindi a chiamare gli indigeni sostenendo che il suo dio era in collera con loro e avrebbe oscurato il cielo. La sera la luna divenne rossa e il giorno dopo gli indigeni spaventati ripresero a fornire cibo ai superstiti.
Nel mese di giugno 1504 giunse Diego de Salcedo con una nave da lui pagata con al seguito una piccola imbarcazione. Il 28 giugno ripartirono per Hispaniola, il 12 settembre alla volta della Spagna, pagando di tasca propria il viaggio di rientro. Colombo arrivò in Spagna il 7 novembre.